# Pointe le Breton
La Pointe le Breton est un cap de Guadeloupe.

## Géographie
Il se situe au nord de la plage de Grande Anse et au sud de la plage de la pointe Le Breton qu'il sépare l'une de l'autre.